# Машина для убийств
«Икар» (стилизованный на экране как «Дольф Лундгрен — Машина для убийств») — канадский боевик-триллер 2010 года, созданный и сыгранный Дольфом Лундгреном с Дэвидом Льюисом, Самантой Феррис и Бо Свенсоном в главных ролях. Действие фильма сосредоточено вокруг Эдварда Генна, бывшего советского киллера, известного как Икар. После распада Советской Империи он переехал в США, чтобы начать новую жизнь, но по прошествии многих лет его прошлое, наконец, настигло его.
8 августа 2008 года Лундгрен подписал контракт с «Insight Film Studios» на постановку и игру в главной роли в «Икаре». Съёмки фильма с бюджетом в 6 миллионов долларов начались в октябре 2008 года в Ванкувере, Британская Колумбия, Канада. Съёмки должны были продлиться около пяти недель, но, как сообщается, закончились через 18 дней.
На Каннском кинорынке 2008 года «CineTel Films» приобрела права на международное распространение фильма. Мировая премьера состоялась на канадском телевидении. За этим последовал ограниченный сценический прокат в ряде стран, включая: США (10 сентября 2010 года), Объединённые Арабские Эмираты (28 октября), Бахрейн (25 ноября), Оман (2 декабря) и Кувейт (16 декабря). Фильм получил разнообразные отзывы; похвала была направлена на сцены экшна и насилия. 16 августа 2010 года фильм был распространен на Blu-ray и DVD в Великобритании компанией «Anchor Bay Films», а 19 октября — в США.

## Сюжет
Некоторые зовут его Икаром. Все остальные знали его как разведённого отца, работавшего в инвестиционной компании. Но они не знали другую его личность, его тёмную сторону. Потому что Икар (Дольф Лундгрен) был в лучшей форме, когда убивал людей. В течение многих лет он работал спящим агентом в Америке, но когда Советская империя рухнула, он оказался в чужой стране, и ему стало некому доверять.
Будучи преисполнен решимости вырваться из своего тёмного прошлого, он начал с новой личности. Но никто не может избегать своего прошлого долго. Когда внезапный инцидент в Гонконге подрывает личность Икара, прошлое и настоящее сталкиваются, и убийца понимает, что теперь он является мишенью. Люди, которые хотят его смерти, ни перед чем не остановятся, чтобы добраться до него. А это значит, что ему нужно бороться за то, о чём он больше всего заботится — жена и дочь.
Сражаясь за свою жизнь, Икар вынужден столкнуться с демонами из своего прошлого, чтобы защитить своих близких в настоящем. Он должен продолжать бой, чтобы спасти единственное, что он когда-либо делал правильно в своей жизни. Ему нужно выяснить, кто его преследует, и защитить свою семью, пока не стало слишком поздно.

## В ролях
- Дольф Лундгрен — Эдвард «Эдди» Дженн/Икар
- Дэвид Льюис — мистер Грэм
- Саманта Феррис — Керр
- Бо Свенсон — Вадим Ворошилов
- Стефани фон Пфеттен — Джои
- Линдсей Максвелл — Эйприл
- Джон Тенч — Серж
- Кэтлин Магер — Тейлор
- Моник Гэндертон — Ким

В фильме также снимались Слави Славов в роли Олега; Стивен Чан — Джон (известный как Стивен М. Д. Чан), китайский криминальный авторитет; Игорь Морозов — российский офицер; Майк Карпентер и Мариана Копрада, изображающие молодые версии Икара и Вадима; и Дэн Пэйн и Чантал Форде в второстепенных ролях Дэйва и Джанет.

## История создания

### Кастинг
8 августа 2008 года поступило сообщение, что Дольф Лундгрен подписал контракт с «Insight Film Studios», канадской продюсерской компанией, на постановку и съёмку в главной роли в «Икаре», «боевике за 6 миллионов долларов». Кирк Шоу, президент и исполнительный продюсер «Insight Film», организовал перелёт Лундгрена в страну на деловой ужин. После осмотра мест съёмок и встречи с «местным сценаристом» «сделка была заключена».
Саманта Феррис была выбрана на роль Керр, изначально написанную для актёра-мужчины. В сценарий не было внесено никаких изменений, и Феррис описала свою героиню как «наполовину парня, наполовину девушку».
«Не знаю, как вам удаётся и режиссировать, и играть главную роль в [фильме]; это тяжелая работа. Я очень уважаю [людей, которые делают] это».

### Процесс съёмок
Основные съёмки начались в октябре 2008 года. Они полностью проводились в Ванкувере, Британская Колумбия, Канада, съёмки должны были продлиться «около» пяти недель, но, как сообщается, закончились спустя 18 дней. По словам Ферриса, у Лундгрена была «сильная концепция» и «видение» того, каким он хотел видеть фильм.

## Релиз

### Маркетинг
«Первичные» изображения со съёмочной площадки появились в начале июля 2009 года. Это совпало с выпуском тизера и трейлера позже в том же месяце. Официальный трейлер был выпущен годом позже, 23 июля 2010 года. В целях продвижения выпуска фильма на DVD заранее были опубликованы «две короткометражки за кадром». В них Лундгрен обсуждает свою работу актёра и режиссёра, как он готовится к съёмкам экшн-сцен и как он тренировался перед выполнением тех или иных трюков.

### Распространение
На Каннском кинорынке 2008 года «CineTel Films» приобрела права на международное распространение фильма «Икар». По словам президента и генерального директора «Cinetel Films» Пола Херцберга, «волна продаж, которая последовала на Каннском кинорынке, отражала потенциал фильма стать хитом среди зрителей по всему миру».

### Домашний медиа-релиз
16 августа 2010 года фильм был распространен на Blu-ray и DVD в Великобритании компанией «Anchor Bay Films», а 19 октября — в США.

### Кассовые сборы
9 февраля 2010 года на канадском телевидении состоялась мировая премьера. За этим последовал ограниченный прокат в ряде стран, включая США (10 сентября 2010 г.), Объединённые Арабские Эмираты (28 октября), Бахрейн (25 ноября), Оман (2 декабря) и Кувейт (16 декабря).
Данные о кассовых сборах доступны только по показу фильма в Объединённых Арабских Эмиратах. В первую неделю проката в ОАЭ фильм дебютировал на шестом месте и собрал в прокате 56 475 долларов (4034 доллара за просмотр). На второй неделе выхода фильм спустился на девятнадцатое место и собрал ещё 1350 долларов (338 долларов за просмотр). Это на 97 % меньше, чем в первые выходные после премьеры фильма. За третью и последнюю неделю валовая прибыль снизилась ещё на 89 %; фильм спустился на двадцать шестое место и собрал 139 долларов с одного кинотеатра. К концу тиража «Икар» собрал в прокате в ОАЭ в общей сложности 72 643 доллара.

## Критика и отзывы
«Икар» получил неоднозначные отзывы от кинокритиков. Джейсон Ругаард из «Movie Mavericks» присвоил три звезды из четырёх, высоко оценив экшн-сцены и хореографию. Несмотря на то, что фильм «получил рейтинг R» благодаря насилию, он наслаждался «более спокойными моментами, которые позволяли актёрам блеснуть». По его словам, Лундгрен «превратился в искусного исполнителя с интригующим экранным присутствием», а его «уверенность в себе как режиссёре» позволила ему появиться в «лучших постановках, чем обычно». Он резюмировал свой обзор, «предупредив» читателей о «загадочном и неверно просчитанном финальном кадре», который «почти [уничтожил] весь фильм».
Без сомнения, «Икар» — это чистая добродетель боевика категории B. Хотя он определённо оставляет достаточно места для пафоса персонажей, фильм не экономит на действиях.
Эоин Фрил из «The Action Elite» дал оценку в три звезды из пяти. Он похвалил темп фильма, а также сцены насилия и охарактеризовал игру как «приличную». Однако он раскритиковал фильм за «плохую съёмку»; ссылаясь на «ненужное» дрожание камеры и «раздражающее» замедленное движение, которое «портит множество сцен с боевыми действиями». Он «не был поклонником» финала, который, по его словам, был «слишком резким» и «оставался открытым для потенциального продолжения, которого, скорее всего, никогда не будет».
Дэвид Брук из «Rowthree» поставил две с половиной звезды из пяти. «Неприхотливый мусор» — это то, чего он ожидал, и фильм передан «в значительной мере». Он чувствовал, что боевые сцены «неистово (но не чрезмерно) редактировались» и приносили удовольствие, и назвал фильм кровавым «даже для боевика». Он отметил, что в фильме «много времени» отведено Эдварду Генну и его семье, «что на самом деле вообще не работает». Диалоги были «пограничной пародией», а игра — «ужасной». По словам Брука, «Икар» «не фильм для анализа, а просто фильм, с которым можно расслабиться и насладиться под пиво в компании двух [друзей] или компании».
Крис Райт из фильма «What Culture» очень критически отнёсся к фильму. Он сравнил опенинг с «плохим американским телешоу» и «хитроумной» видеоигрой и почувствовал, что повествование повсюду «в основном бессмысленно и полно очевидных, клишированных философий». По «большей части» Лундгрен «тратит своё время на бормотание» на протяжении всего фильма, «надувая губы и угрюмо позируя в сценах», «без каких-либо реальных изменений». Несмотря на то, что он дал в первую очередь отрицательный отзыв, Райт заявил, что «общее качество фильма очень хорошее для выпуска напрямую на DVD».